# Równe (gmina)
Równe – dawna gmina wiejska istniejąca do 1939 roku w woj. wołyńskim (obecnie na Ukrainie). Siedzibą gminy było Równe (Рівне),  które nie wchodziło w jej skład stanowiąc odrębną gminę miejską.
W okresie międzywojennym gmina Równe należała do powiatu rówieńskiego w woj. wołyńskim. 12 grudnia 1933 roku do gminy Równe przyłączono część obszaru gmin Dziatkiewicze, Tuczyn i Aleksandrja, natomiast część obszaru gminy Równe włączono do gmin Aleksandrja i Buhryń.
Według stanu z dnia 4 stycznia 1936 roku gmina składała się z 40 gromad. Po wojnie obszar gminy Równe wszedł w struktury administracyjne Związku Radzieckiego.